# Assemblée nationale constituante autrichienne de 1919

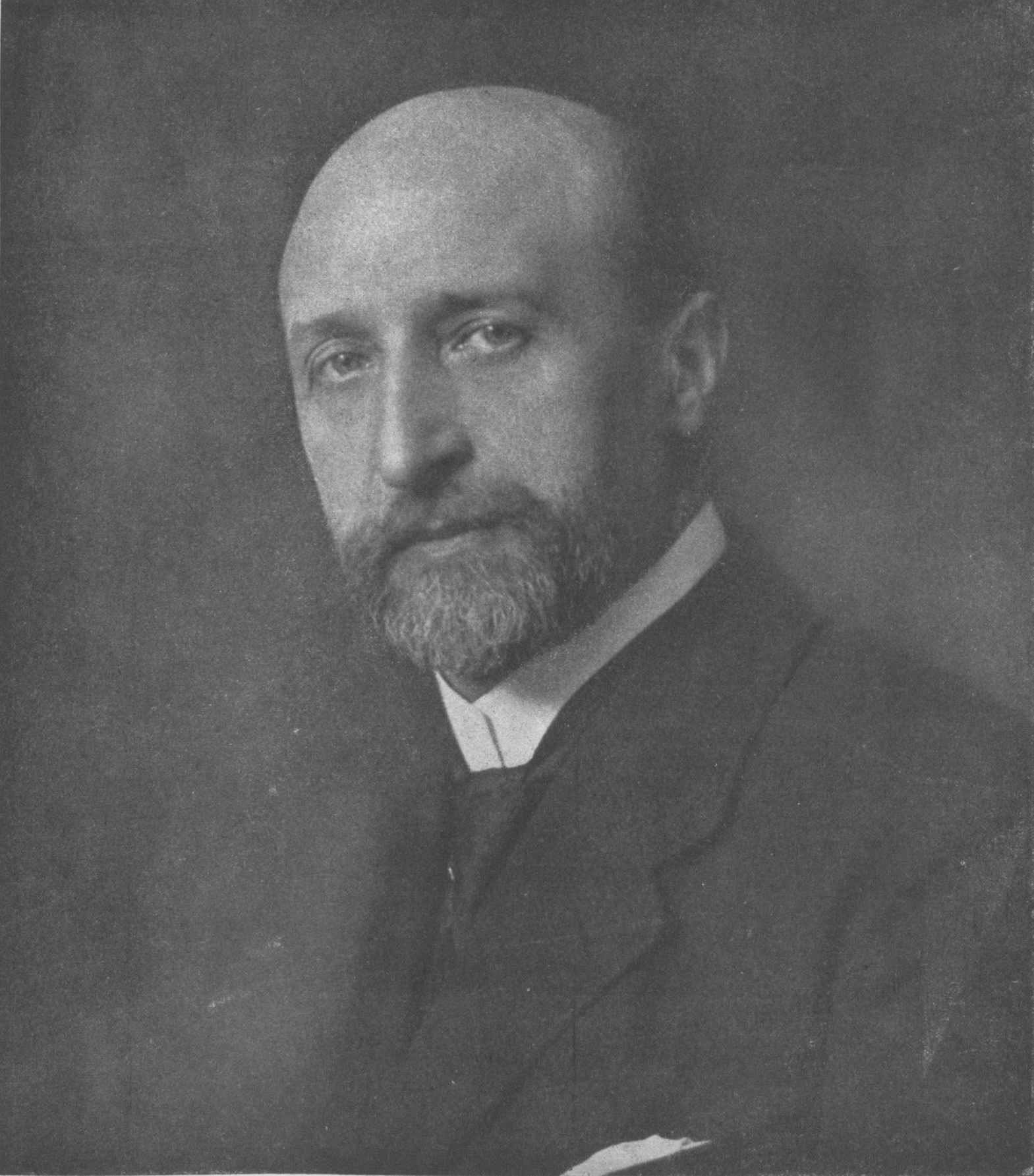
Karl Seitz, social-démocrate viennois, élu au Reichsrat en 1911, fut élu par l'Assemblée nationale provisoire le 21 octobre 1918 comme l'un de ses trois présidents à égalité. Le 5 mars 1919, l'Assemblée nationale constituante l'élit président (jusqu'au 10 novembre 1920), il exerce simultanément les fonctions de chef de l'État (jusqu'au 9 décembre 1920)., 16 mars 1919, Photographie de Carl Pietzner, photographe de la Cour

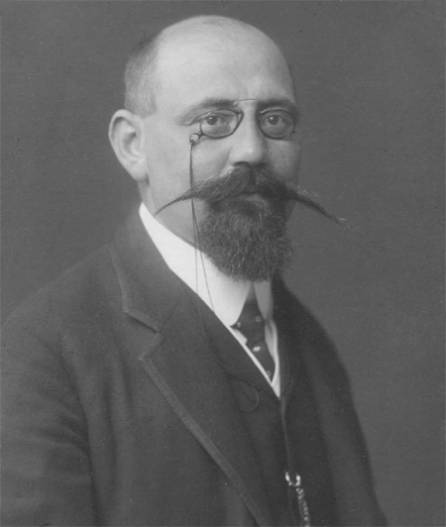
Le social-démocrate Karl Renner (photographié en 1905) de Moravie du Sud fut élu chancelier de l'Autriche allemande par l'Assemblée nationale provisoire le 30 octobre 1918. Confirmé dans ses fonctions par l'Assemblée nationale constituante, il resta en fonction jusqu'au 7 juillet 1920, date à laquelle, il fut remplacé par le chrétien-social Michael Mayr.

L' Assemblée nationale constituante de l'Autriche allemande, élue le 16 février 1919, fut le premier parlement de l'histoire de l'Autriche à être élu par des femmes et des hommes lors d'élections libres et égales. Le 4 mars 1919, lors des élections constituantes, elle remplace l'Assemblée nationale provisoire issue des élections du Reichsrat de 1911, vote la loi des Habsbourg, ratifie le traité de Saint-Germain, qui scelle la désintégration de la vieille Autriche et exige l'indépendance de l'Autriche vis-à-vis de l'Allemagne, et, lors de sa dernière session, le 1er octobre 1920, elle adopte la Constitution fédérale toujours en vigueur aujourd'hui.
À compter du 15 mars 1919, l'Assemblée nationale supprime le Conseil d'État, composé des trois présidents de l'Assemblée nationale et de 20 autres députés. Ce fut Karl Seitz qui occupa alors les fonctions de chef d'État jusqu'à l'élection du premier président fédéral, le 9 décembre 1920.
En raison de la nouvelle constitution, l'Assemblée nationale fut remplacée le 10 novembre 1920 par l'Assemblée fédérale, c'est-à-dire par le Conseil national et par le Conseil fédéral. Le gouvernement de l'État est devenu le gouvernement fédéral. Le terme « chancelier d’État » a été remplacé par « chancelier fédéral » (Bundeskanzler) et le terme « secrétaire d’État » par « ministre fédéral » (Bundesminister).

## Origines
Le 21 octobre 1918, tous les membres allemands du Reichsrat se réunirent au Landhaus de Basse-Autriche, dans la Herrengasse de Vienne, pour constituer l' Assemblée nationale provisoire de l'Autriche allemande . Ils établirent pour territoire du nouvel Etat l'ensemble de la zone de peuplement allemand de l'ancienne Autriche. Le social-démocrate Karl Renner fut élu premier chancelier de l'Autriche allemande le 30 octobre 1918. L'empereur Charles Ier, encore régnant sur les Habsbourg, abdiqua le 11 novembre 1918 et, le lendemain, l'Assemblée nationale provisoire établit la république comme forme de gouvernement.

### Élections
La Tchécoslovaquie, également devenue indépendante, a ignoré le droit à l'autodétermination des Allemands des Sudètes et a empêché leur participation aux élections à l'Assemblée nationale constituante. De même, les Italiens, qui avaient occupé le Tyrol du Sud, n'y autorisèrent aucune participation électorale. Le vote n'était donc possible que dans les territoires effectivement contrôlés par l'Autriche allemande. Cela concernait à peu près le territoire fédéral sans le Burgenland qui, à cette époque, appartenait encore à la Hongrie.
Pour la première fois en Autriche, les femmes ont pu exercer leur droit de vote. 3 544 242 femmes et hommes étaient éligibles pour voter. Le taux de participation était de 84,4 %. Au total, plus de 20 listes se présentèrent. Cependant, beaucoup ne se sont présentées qu’au niveau régional et non à l’échelle nationale.

### Résultats des élections
Les chrétiens-sociaux et les sociaux-démocrates ont remporté ensemble plus de 75 pour cent des voix lors des élections de l'Assemblée nationale provisoire. Le Parti social-démocrate des travailleurs (SDAP) de Karl Seitz, Karl Renner et Otto Bauer est devenu le parti avec le plus de voix et de mandats. Le deuxième parti le plus fort était le Parti chrétien-social. 159 députés, dont huit femmes (sept sociales-démocrates et une chrétienne-sociale), furent élus et la plupart d'entre eux prêtèrent serment lors de la séance d'ouverture le 4 mars 1919.

### Mandats
Au total, 19 listes ont été élues au Parlement. L'Assemblée nationale, composée de 170 membres, était divisée en fractions politiques comme suit :
- Sociaux-démocrates : 72 mandats
- Chrétiens sociaux : 69 mandats
- Partis nationalistes allemands : 26 mandats
- Partis démocrates : 1 mandat
- Parti juif national : 1 mandat
- Sociaux-démocrates tchèques : 1 mandat

Le résultat des élections aboutit à une grande coalition entre les sociaux-démocrates et les chrétiens-sociaux jusqu'au 7 juillet 1920, puis à un gouvernement proportionnel transitoire des trois camps politiques, duquel les sociaux-démocrates se retirèrent le 22 octobre 1920, cinq jours après les premières élections au Conseil national, au cours desquelles les chrétiens-sociaux obtinrent le plus de voix.

## Constitution
L'assemblée constituante avait pour vocation de voter une nouvelle constitution. Les compromis entre les exigences centralisatrices des sociaux-démocrates et les ambitions fédératives des chrétiens-sociaux résultèrent en une organisation sous forme de Bundesstaat (État fédéral) qui donnait une certaine indépendance aux Länder qui n'en était pas moins soumis à l'autorité du Bund. La Bundes-Verfassungsgesetz (loi constitutionnelle fédérale d'Autriche) fut votée par l'assemblée le 1er octobre 1920, entra en vigueur le 10 novembre 1920 et rendit de ce fait l'existence de l'assemblée constitutionnelle obsolète.